# Jean François de Bette
Jean François de Bette, III marchese di Lede (Bruxelles, 6 dicembre 1672 – Madrid, 11 gennaio 1725), è stato un militare, diplomatico e nobile belga con cittadinanza spagnola.

## Biografia

### Famiglia
Era figlio di Ambrosio Agustín de Bette y Hornes, secondo marchese di Lede e Dorotea Brígida de Croy. Suo nonno era Guillaume de Bette, primo barone, poi marchese di Lede, cavaliere dell'ordine di Santiago morì il 23 giugno 1658. Jean-François Bette sposò nel 1722 Anne-Marie de Croÿ (che morì a Parigi nel 1792), figlia di Philippe-François de Croÿ, conte di La Rœulx, e Anne-Louise de la Tramerie, marchesa.

### Carriera
Servì la Corona spagnola come comandante militare per la maggior parte della propria vita, e fu comandante generale di Aragona e Maiorca. Il 31 marzo 1703 fu nominato cavaliere dell'Ordine del Toson d'oro. È maggiormente conosciuto per la parte avuta nella guerra della Quadruplice Alleanza, in cui ebbe il comando delle truppe spagnole incaricate della conquista della Sardegna e della Sicilia contro gli austriaci nel 1718–1719. Riuscì vittorioso nella battaglia di Milazzo (1718) e in quella di Francavilla (1719).
La Quadruplice Alleanza fu costituita il 2 agosto 1718 tra l'Impero austriaco, l'Inghilterra, la Francia e il Ducato di Savoia per contrastare il desiderio spagnolo di controllare nuovamente con la propria flotta il Mediterraneo occidentale e i territori italiani come era avvenuto nei tre secoli precedenti fino al trattato di Utrecht del 1713.
Fu anche viceré di Sicilia dal 1718 al 1720 e capitano generale durante la breve occupazione spagnola dell'isola.
Nel 1720–1721 guidò la spedizione per liberare Ceuta dall'assedio del sultano Muley Isma'il che ebbe esito positivo. Fu insignito del Grandato di Spagna dal re Filippo V di Spagna nel 1721. Fu inoltre presidente del Supremo consiglio di guerra spagnolo nel 1724. Si spense nel 1725 a Madrid.